# Ficus citrifolia
Ficus citrifolia är en mullbärsväxtart som beskrevs av Philip Miller. Ficus citrifolia ingår i släktet fikonsläktet, och familjen mullbärsväxter. Inga underarter finns listade i Catalogue of Life.

## Bildgalleri

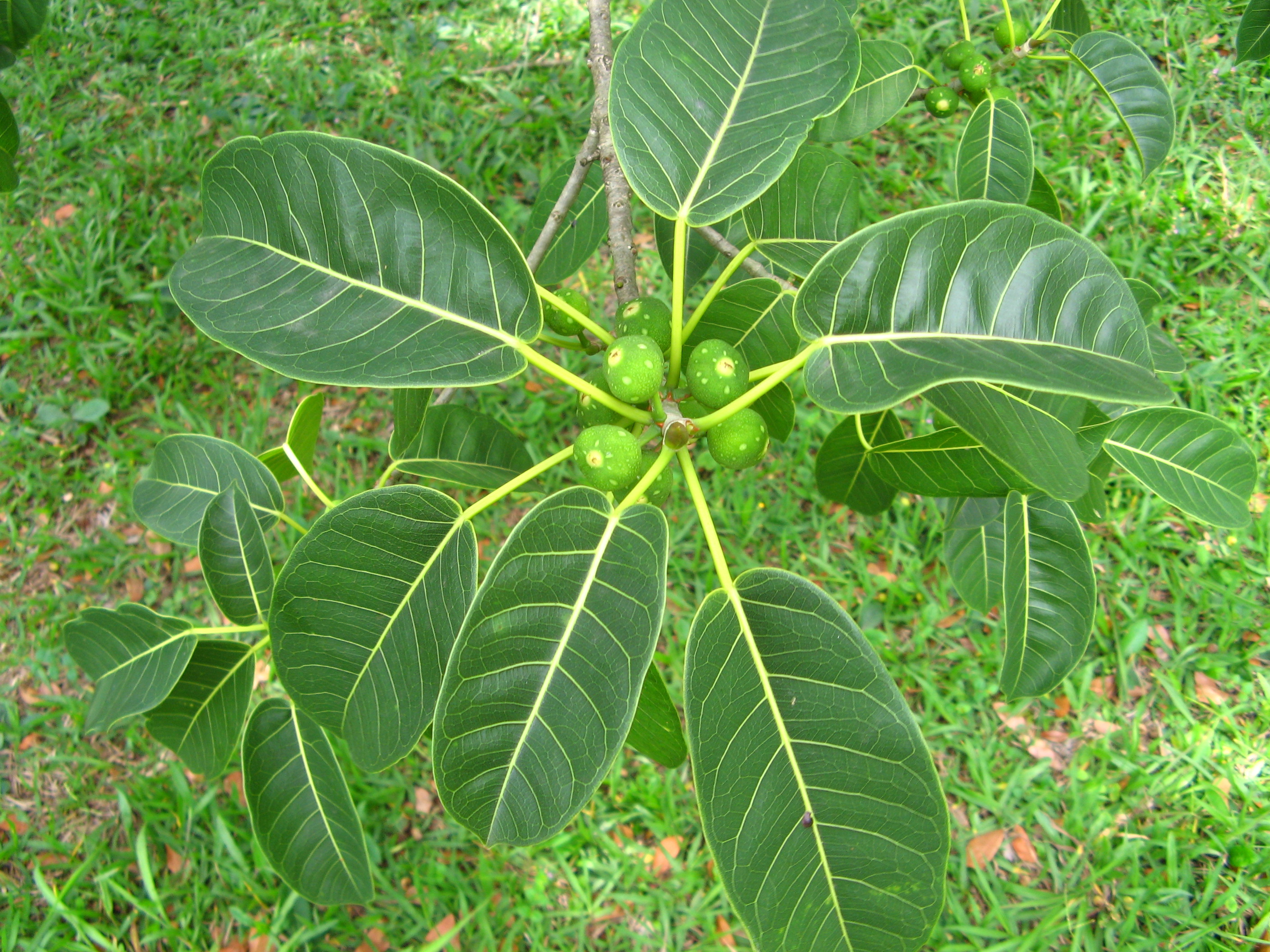
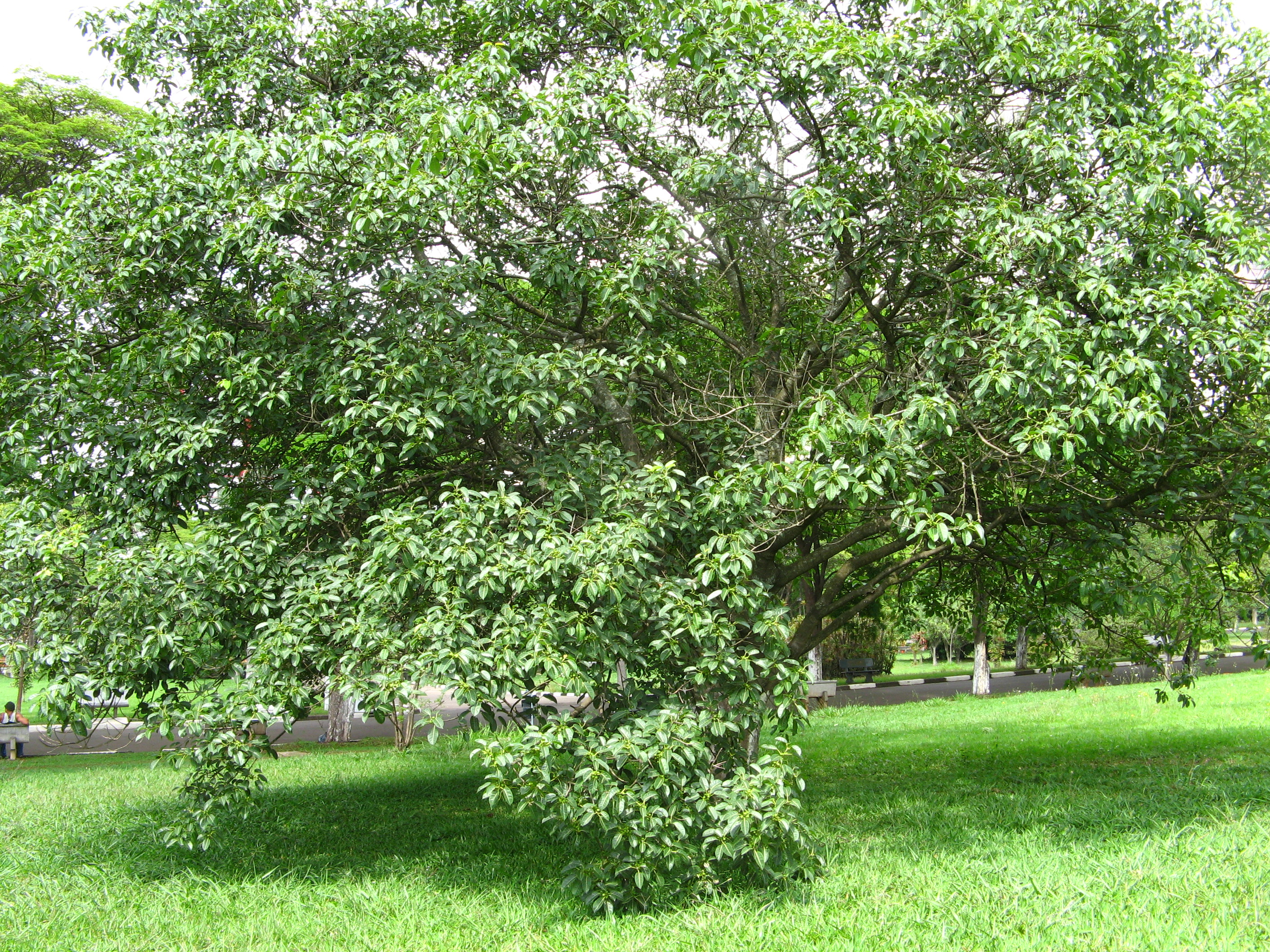